# Gigantodax osornorum
Gigantodax osornorum är en tvåvingeart som beskrevs av Munoz de Hoyos, Martinez, Mejia och Marta L. Bueno 1995. Gigantodax osornorum ingår i släktet Gigantodax och familjen knott.
Artens utbredningsområde är Colombia. Inga underarter finns listade i Catalogue of Life.